# Остров Лазарева (Аральское море)
Остров Лазарева — бывший остров в юго-западной части Аральского моря (Узбекистан). В результате высыхания Аральского моря соединился с сушей. Являлся одним из 12 крупнейших островов в Аральском море. 

## География
Остров материкового происхождения, находился в 50 км к востоку-юго-востоку от мыса Актумсык и в 70 км к северо-северо-западу от города Муйнак (Каракалпакстан). В середине XX века имел длину 10 км. Остров низменный, песчаный (имеются и каменистые грунты), в некоторых местах затапливался. На острове произрастала полупустынная растительность, было обнаружено месторождение песчанистого детрито-раковинного известняка.
Южная часть острова переходила в мелководную косу и несколько подводных банок. Течение вдоль острова с двух сторон меридиональное с юга на север. Окружала остров подводная возвышенность (глубины на которой были до 10 м), которая в свою очередь являлась частью более обширного меридионального тектонического поднятия вал Архангельского между полуостровами Муйнак и Куланды. После высыхания Аральского моря вал Архангельского стал разделяющей структурой между Западным Аральским и Восточным Аральским морями (до высыхания более глубокого западного и более мелкого восточного бассейнов Большого моря).

## История
Остров открыт 20 августа 1849 года русским путешественником Алексеем Ивановичем Бутаковым, исследовавшим море на шхуне «Константин» в 1847—1849 годах. Исследовать остров в тот же день Бутакову не позволил ветер, к острову он вернулся 31 августа. Назван первооткрывателем в честь командира Черноморского флота, адмирала Михаила Петровича Лазарева. Соседний остров с севера получил название в честь другого первооткрывателя Антарктиды Фаддея Фаддеевича Беллинсгаузена.
На момент открытия каменный остров был около 2,5 км в длину, на нём разбросаны кусты тамарикса, на юго-западной стороне рос камыш. Бутаковым было отмечено единое геологическое происхождение каменных пластов острова Лазарева, восточного берега острова Николая I и каменной косы Узун-Каир.
В 1961 году на острове была создана гидрометеостанция, на которой велось измерение уровня Аральского моря. С 1983 года наблюдения велись только на ней и станции острова Барсакельмес.
К концу XX века остров вследствие изменения уровня Аральского моря значительно увеличился в размерах, а затем соединился с островом Возрождения и материком.

## Галерея
- Остров на карте Аральского моря А. Бутакова, 1853 г.
- Остров Лазарева на карте  Аральского моря, 1960 г.
- Спутниковый снимок западной группы островов, включающей остров Лазарева (самый южный), 1972 г.
- Соединение острова Возрождения с берегом, 2000—2001 г.
- Падение уровня Аральского моря с 1960 по 2010 г.